# سيدي قاسم (بني كلة العليا)
سيدي قاسم هو دُوَّار يقع بجماعة بني قلة، إقليم وزان، جهة طنجة تطوان الحسيمة في المملكة المغربية. ينتمي الدوّار لمشيخة بني كلة العليا التي تضم 11 دوار. يقدر عدد سكانه بـ 171 نسمة حسب الإحصاء الرسمي للسكان والسكنى لسنة 2004.

## سبب التسمية

### سيدي قاسم بن محمد
سميت القرية بإسمه لأنه أحد الأعلام الدينية في ذلك الوقت حيث أقام بهذه القرية الصغيرة بإقليم وزان.

### الشرفاء القاسميون ببني مسارة
وسموا بالقاسميين نسبة إلى جدهم سيدي قاسم أبقار، والذي أقام بفرقة بني كُلة بقبيلة بني مسارة على بعد حوالي ثمانية كلم من قرية الزواقين في اتجاه مدينة وزان.
وأصل هذا الشيخ من قبيلة بني كرفط وتوجه إلى المنطقة الجبلية، فانتهى به المطاف بقبيلة بني مسارة وبها استقر وكون أسرته إلى أن توفي عام 1176 هـ وهذا عمود نسب هؤلاء الشرفاء الادارسة ابتداءا من جدهم السالف الذكر وذلك حسب ما بأيديهم من عقود وظهائر :
سيدي قاسم بن محمد بن عيسى بن محمد بن عيسى بن عبد القادر بن عيسى بن علي بن عبد الفاضل الخنشوفي بن عبد القادر بن علي بن أحمد بن محمد بن احمد بن عيسى بن عبد الله بن قاسم ابن محمد بن عبد السلام بن عبد الحميد بن الطاهر بن يوسف بن العربي بن حميد بن عبد الباقي بن علي بن لحسن بن طاهر بن محمد بن القاسم بن ادريس الأصغر بن إدريس الأكبر بن عبد الله الكامل بن الحسن المثنى بن الحسن بن الإمام علي بن أبي طالب عليه السلام وسيدتنا فاطمة الزهراء عليها السلام بنت رسول الله محمد صلى الله عليه وسلم.

## روابط خارجية
- البوابة الوطنية للجماعات الترابية نسخة محفوظة 12 مارس 2018 على موقع واي باك مشين.
- المندوبية السامية للتخطيط